# Ganda
El ganda, també anomenat luganda, és un dels idiomes parlats a Uganda, pertanyent a la família de les llengües nigerocongoleses, al sub-grup bantú. Es calcula que l'empren com a llengua materna uns 4 milions de persones, essent la segona llengua del país (només per darrere de l'anglès oficial). És un idioma aglutinant.
Fonològicament, destaca per l'abundància de la geminació, tant en consonants com en vocals i per l'existència de tons. La llengua s'escriu en l'alfabet llatí, seguint una normativa estandarditzada el 1947, amb una ortografia força simple. La part més important de l'oració (que segueix l'ordre subjecte-verb-complement) és el nom, perquè marca la concordança de la resta d'elements. Els noms tenen una flexió complexa, amb més de deu paradigmes que es reconeixen pels prefixos que els formen. El verb presenta també gènere per seguir aquests paradigmes i es conjuga segons el subjecte i l'objecte que l'acompanyen. Abunden els verbs auxiliars i les construccions parafràstiques que funcionen com a adverbis o connectors del discurs. El ganda té un sistema força complex de numeració, basat en la distinció dels cinc primers nombres (els dits de la mà) i la resta, que s'expressa com a suma de xifres més simples.